# Koboža
La Koboža (in russo Кобо́жа?) è un fiume della Russia europea, affluente di sinistra della Mologa (bacino idrografico del Volga). Scorre nell'Oblast' di Novgorod e in quello di Vologda.
Il fiume fluisce dalla parte settentrionale del lago Velikoe. Dopo la sorgente scorre in direzione nord tra rive boscose, la larghezza del fiume è di 10-15 metri. Passato il villaggio di Koboža (il più grande insediamento sul fiume) si snoda lungo un'ampia pianura di prati, a valle entra in pittoreschi boschi di conifere: in questo tratto il fiume supera diverse piccole spaccature rocciose, poi si dirige verso est. Nella parte inferiore il Koboža si espande fino a 30-40 metri, lungo le rive ci sono prati e spiagge sabbiose. Sfocia nella Mologa a 92 km dalla foce, qualche chilometro a ovest della città di Ustjužna. 
Il fiume è frequentato da pescatori e per il turismo balneare.